# 국립우편박물관
국립우편박물관(國立郵便博物館, National Postal Museum)는 미국, 워싱턴 DC에 있는 우편박물관이다. 국립 우편 박물관은 미국 워싱턴 D.C.에 자리한다. 미국 우편 서비스의 역사와 함께 다양한 우표가 전시된 박물관으로 1993년 7월 30일에 개관했다. 1914년 플로랑스 아이히바움 에소코프 킹 건설(Florance Eichbaum EsocoffKing Architects)이 설계하고 건축하였다. 1914년에서 1986년까지 워싱턴 D.C.의 우체국 중 하나로 사용되었다. 1993년 US포스탈서비스(United States Postal Service)와 스미스소니언협회가 공동 주관하여 정식으로 개관하였다.

## 전시물
수집은 1886년 M. W. 로버트슨(M. W. Robertson)이 10센트짜리 연방 우표를 기부한 것으로부터 시작하였다. 1911년까지 그 수가 서서히 늘어나 1914년쯤에는 14,000장 이상의 우표가 수집되었다. 현재는 약 23,000ft2의 전시관에 미국과 전 세계 우편 서비스의 역사에 관한 많은 전시물과 우표가 있다.
초기의 우편 마차를 비롯해 우체국 트럭, 경비행기 등이 전시돼 있다. 또한 서부 개척시대의 조랑말 속달 우편인 포니 익스프레스(Pony Express)를 볼 수 있다. 특히 이곳에는 미국의 우표를 비롯해 세계 각국에서 발행되는 우표들을 전시하고 있다. 전시된 우표는 5만 5000여 점에 달한다. 또한 오우니란 이름을 가진 박제된 강아지를 볼 수 있다. 오우니는 1890년대 우편 배달원과 함께 기차를 타고 미국 구석구석을 돌아다니며 우편물 자루를 지켰다. 오우니가 죽자 사람들은 특별한 우편 배달부를 기리기 위해 박제한 뒤 박물관에 전시했다.

## 갤러리

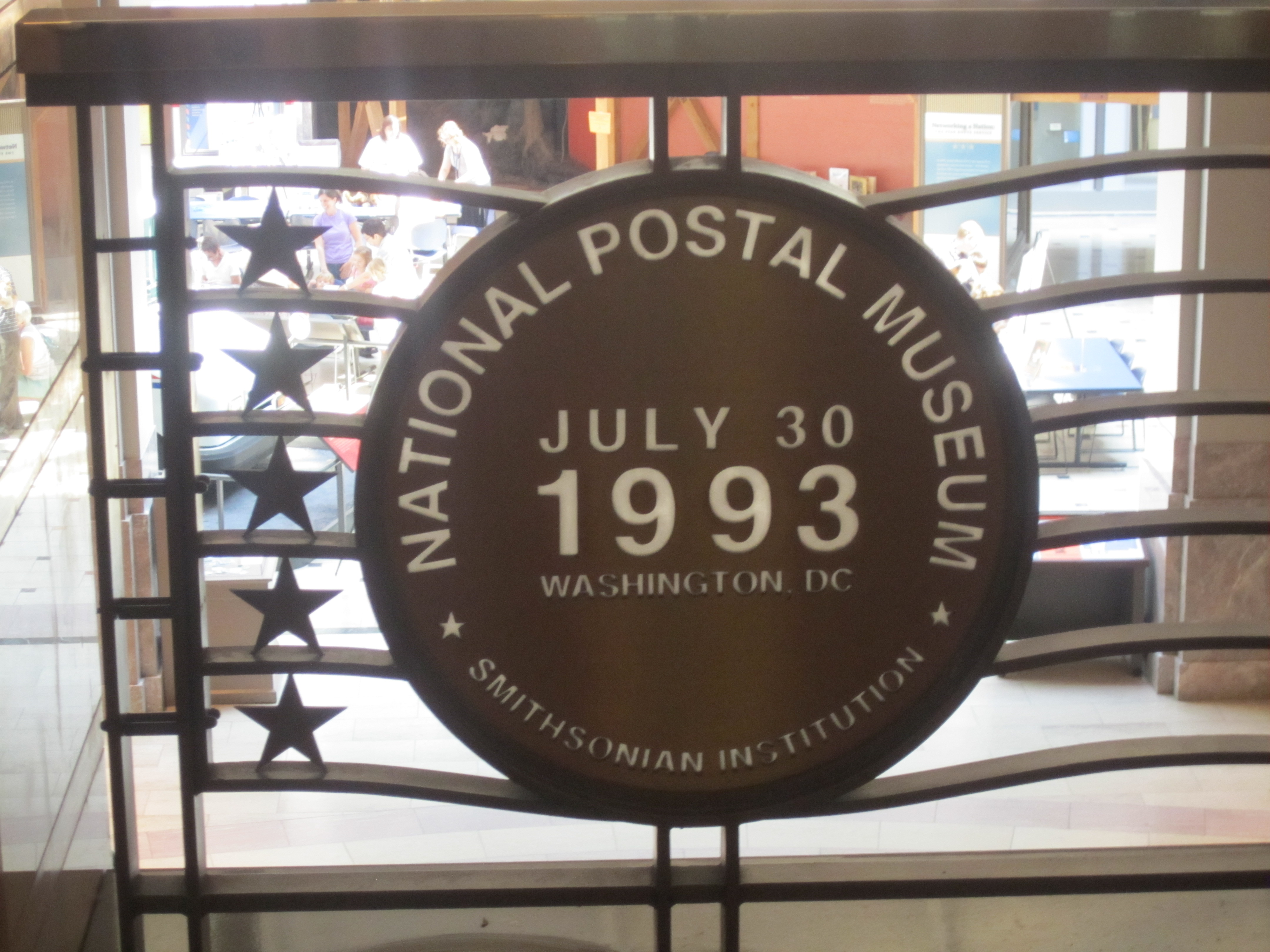
오프닝 사인
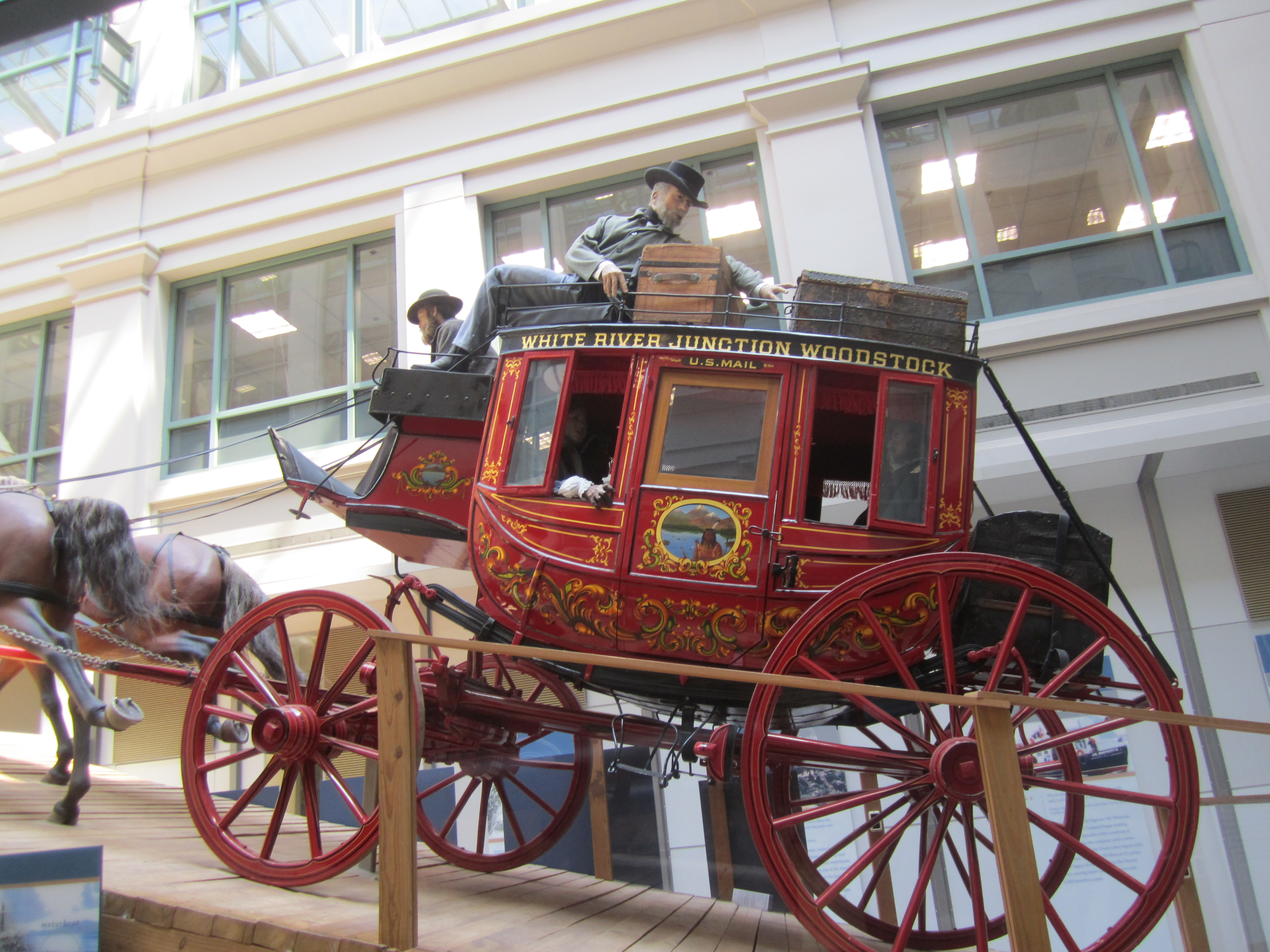
우편 배송 마차
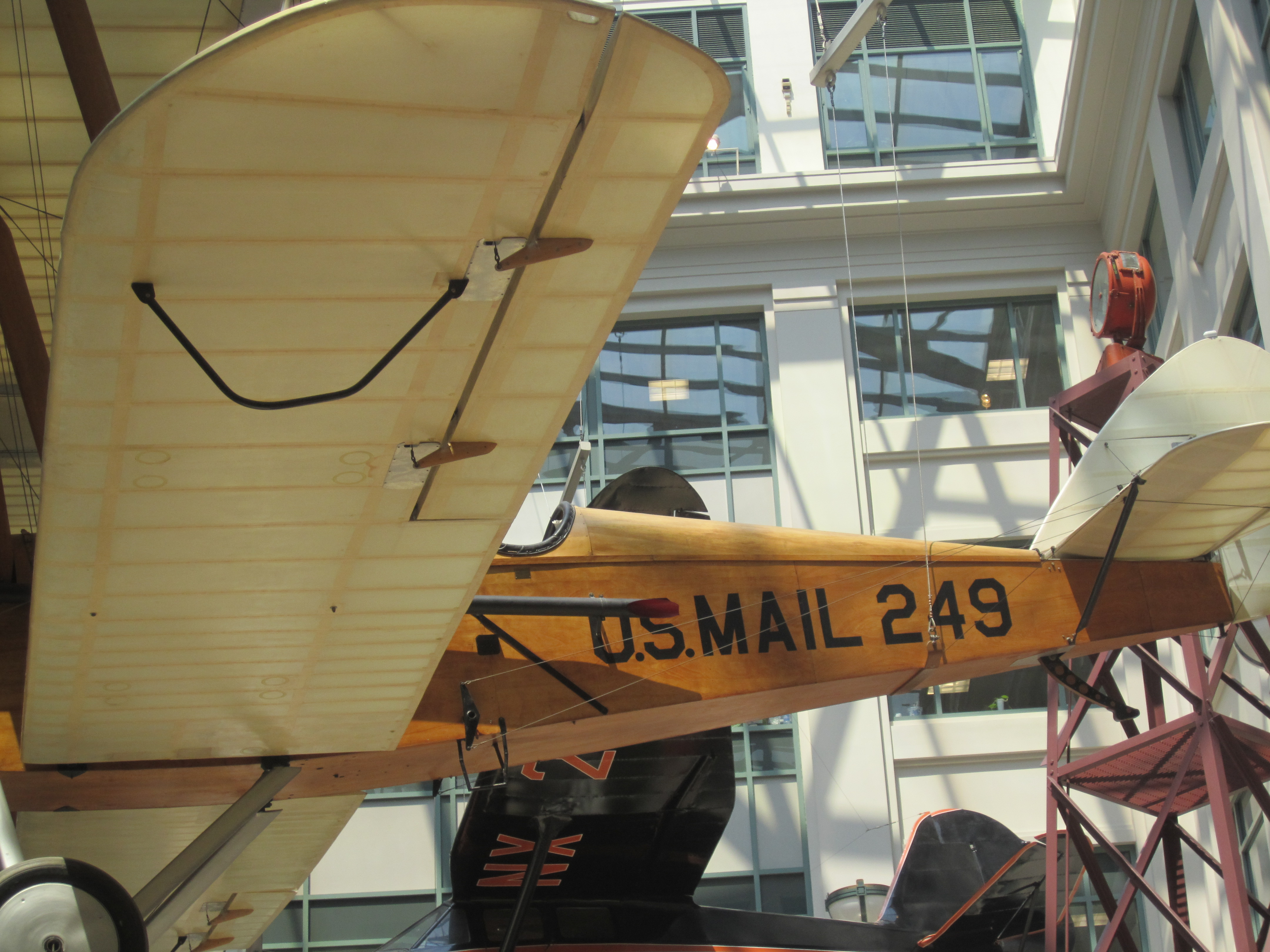
천장에 고정된 항공 우편기
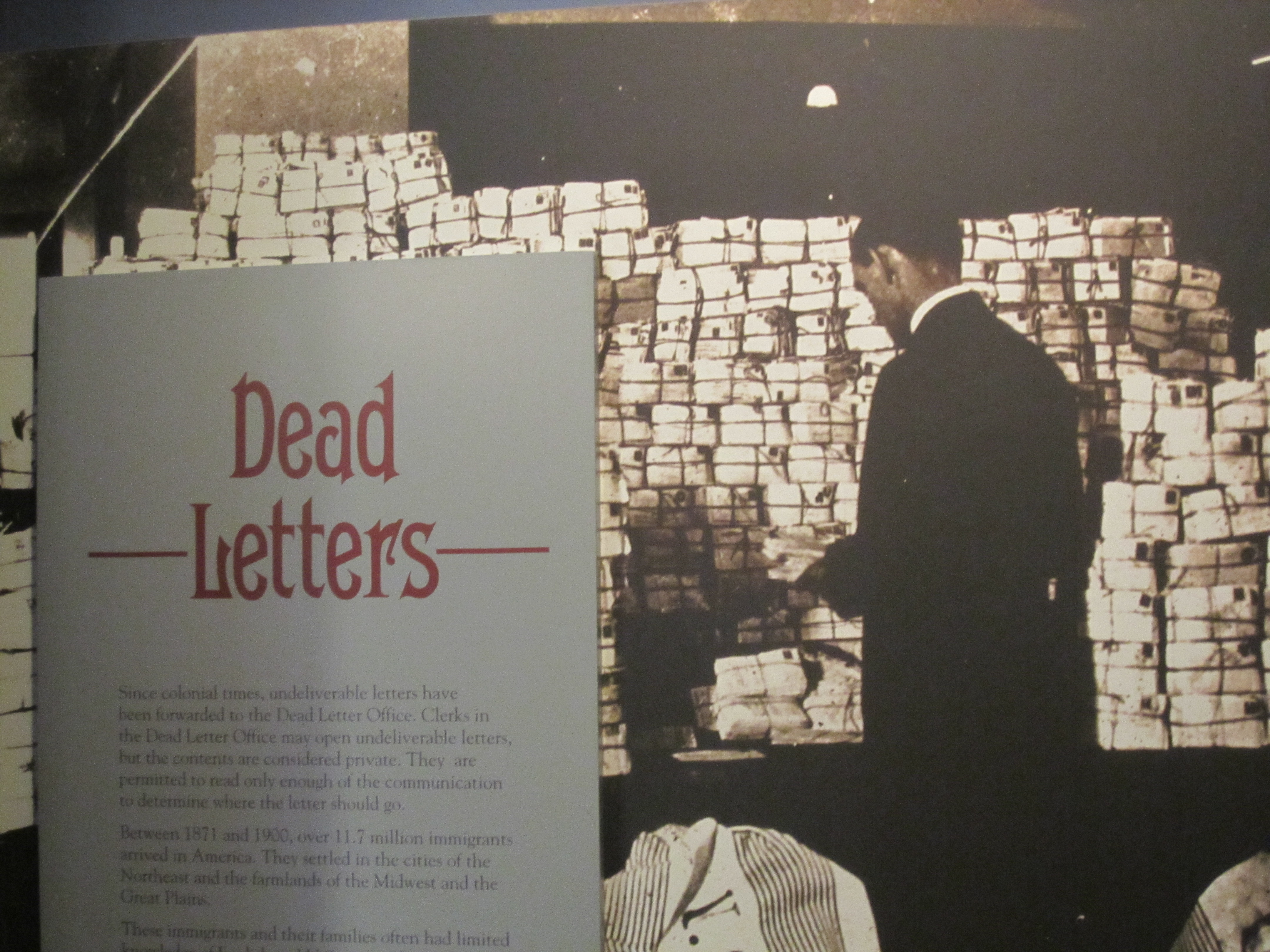
배달 불능 우편물
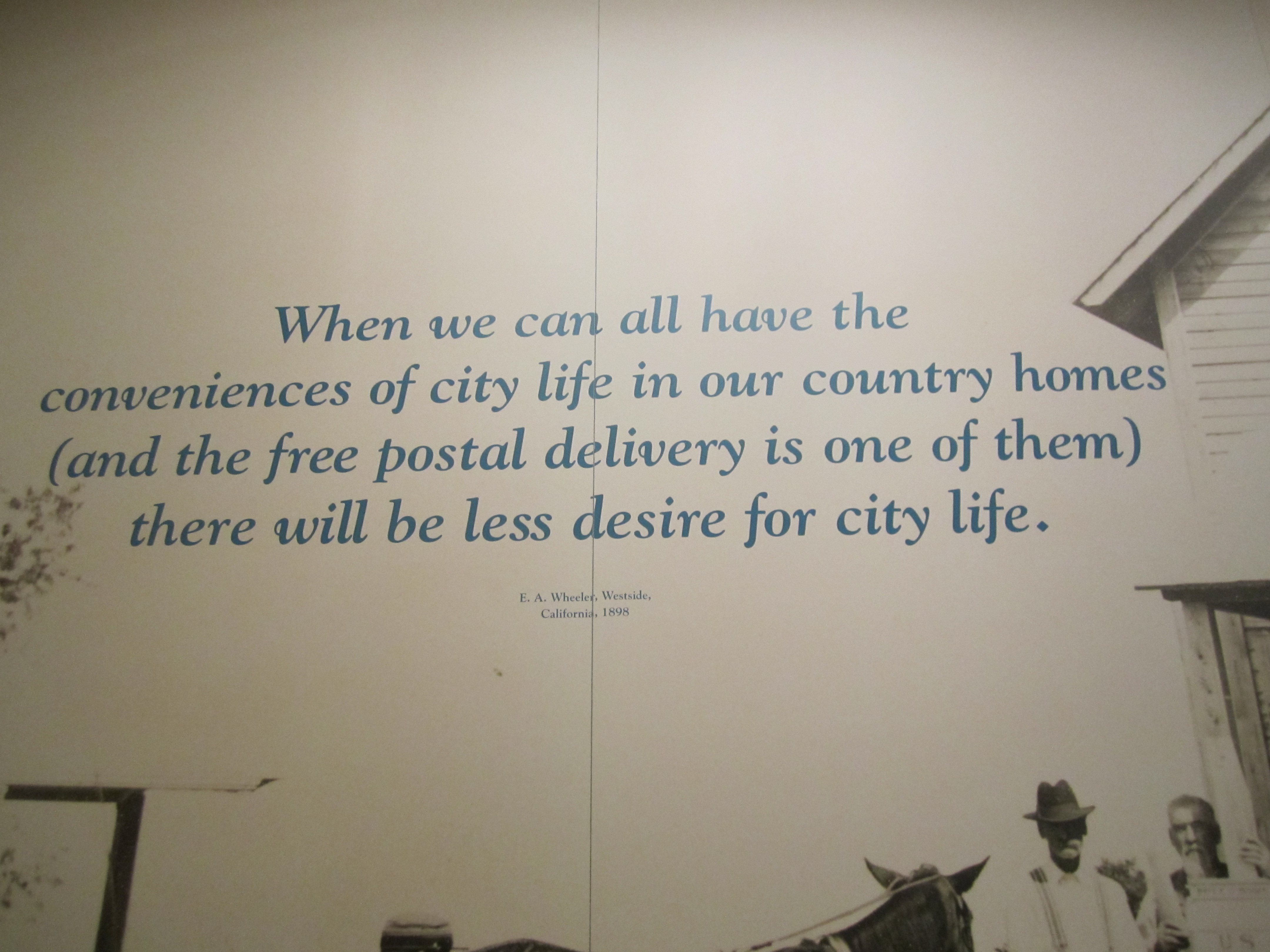
우편 배송의 가치를 칭송하는 문구
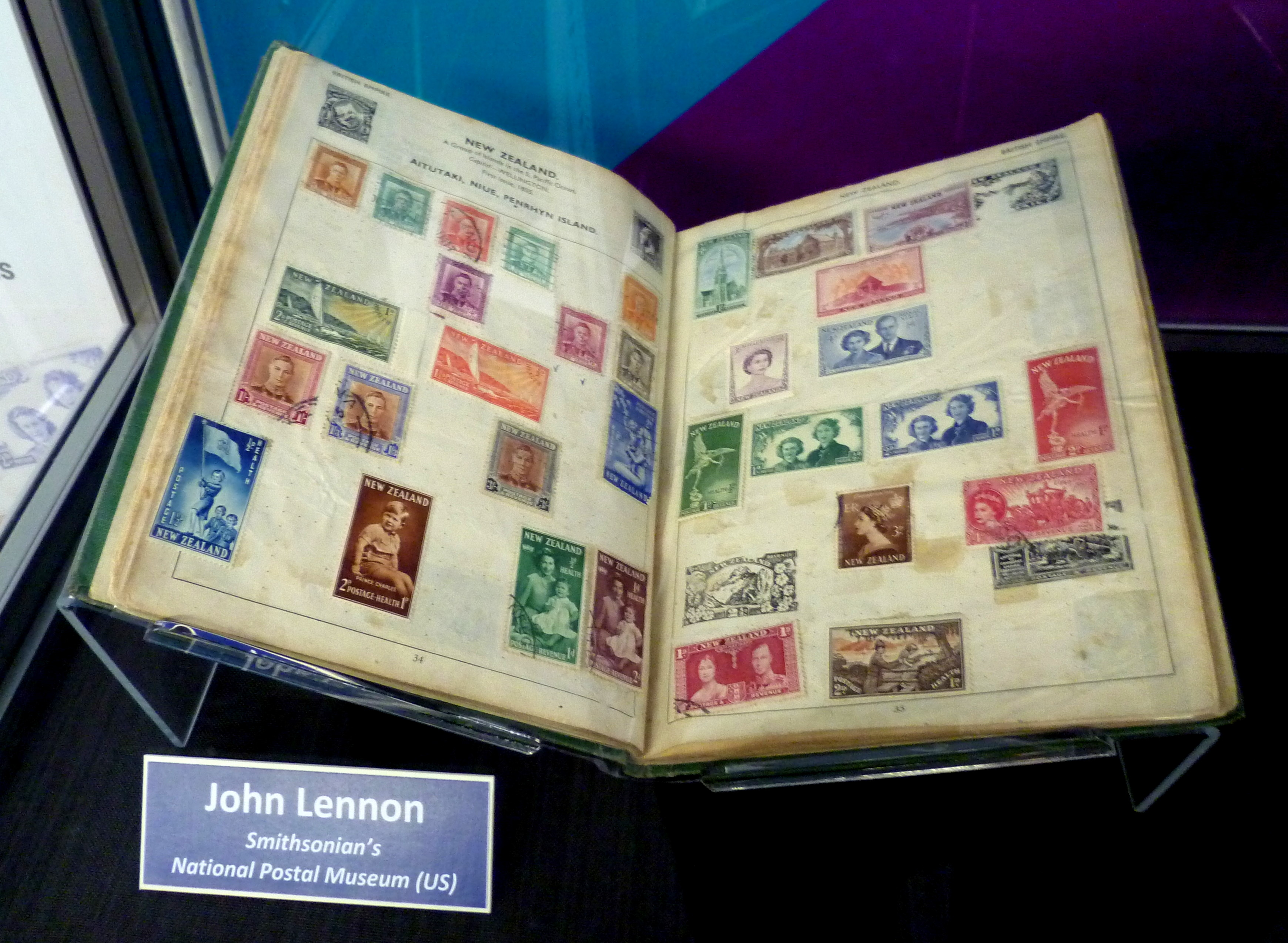
존 레논의 우표 수집책